# 臼津交通

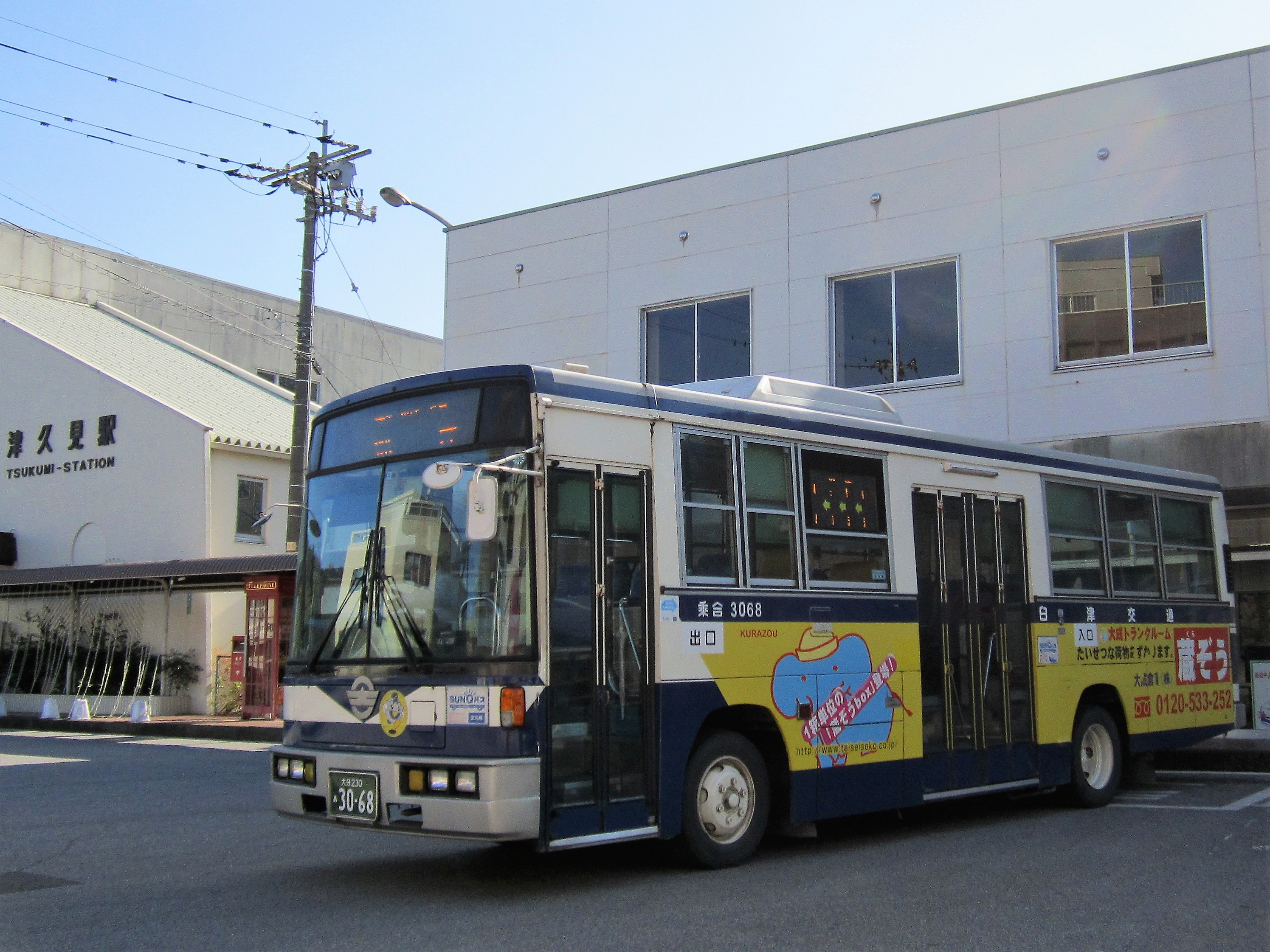
津久見駅に停車中の路線バス

臼津交通株式会社（きゅうしんこうつう）は、大分県の乗合バス・貸切バス事業者である。大分県臼杵市・津久見市を中心とした営業エリアを持つほか、一部路線は大分市（旧佐賀関町）・豊後大野市（旧三重町）へも乗り入れる。また、臼杵市より委託を受け、臼杵市コミュニティバスの一部路線を運行している。
大分バスが100%出資する子会社である。

## 沿革
1990年、大分バスの子会社として設立。

## 本社および営業所
本社所在地
大分県臼杵市大字市浜674番地の3
営業所・車庫
上記と同位置にある。

## 主なバスターミナル
臼杵駅（臼杵市大字海添）
臼杵市中心部を発着するすべての一般路線バスが利用できる。
辻（臼杵市大字臼杵）
臼杵市中心部を発着するすべての一般路線バスが利用できる。なお、臼杵駅行きは辻を経由せず辻入口交差点から直接臼杵駅に向かう。
津久見駅（津久見市中央町）
津久見市中心部を発着するすべての一般路線バスが利用できる。

## 現行路線

### 臼杵 - 泊ヶ内線
- 臼杵（辻・臼杵駅） - 板知屋 - 大泊 - 深江 - 泊ヶ内

臼杵市中心部と市東部の長目半島北部地域を結ぶ路線。臼杵湾に沿って県道217号・県道707号を進み、県道の終点となる泊ヶ内へ至る。

### 臼杵 - 中津浦線
- 臼杵（臼杵駅・辻） - 平清水 - 市浜 - 若葉区 - 大浜 - 中津浦

臼杵市中心部と臼杵湾を挟んで対岸に位置する諏訪・大浜・中津浦地区を結ぶ路線。県道33号を平清水まで進み、万里橋で臼杵川を渡ってから北上、臼杵大橋を渡って諏訪地区へ入り、中津浦へ向かう。

### 臼杵 - 佐志生 - 下浦 - 佐賀関線
- 臼杵（臼杵駅・辻） - 平清水 - 市浜 - 江無田 - 熊崎駅前 - 下北農協 - 下ノ江駅前 - 佐志生（黒島入口） - 下浦 - 一尺屋支所 - 佐賀関
- 下浦 - 一尺屋支所 - 佐賀関

臼杵市中心部と大分市佐賀関を結ぶ路線。市内の新しい商業地区となっている江無田を出ると日豊本線に沿うように愛媛街道を進み造船の街である下ノ江地区へ出る。その先は臼杵湾沿いに北上し、国道217号へ入って終点の佐賀関バスセンターへ至る。臼杵 - 佐賀関間の運行は2往復だが、平日・土曜は下浦 - 佐賀関間の区間便も数本運行されている。
尚、大分バス最後のボンネットバス路線でもある。

### 臼杵 - 野津 - 三重線（臼三線）
- 臼杵（臼杵駅・辻） - 平清水  - 石仏入口 - 竹場 - 障子岩 - 池原 - 野津市 - 柳井瀬 - 三重診療所 - 菅尾駅前 - 三重の原 - 三重（監督署前・三重駅前・大野竹田バス本社）
  - 2007年4月1日、臼津交通と大野交通（現在の大野竹田バス）の共管で運行開始。

臼杵市と豊後大野市の三重町を野津経由で結ぶ路線。廃止されたジェイアール九州バス臼三線を引き継いだ路線で、臼津交通と同じく大分バスの子会社である大野竹田バスとの共同運行となっている。大きな変更点は三重側の終点を大野交通本社（現在の大野竹田バス本社）としたこと、柳井瀬 - 三重の原間で全便を県立三重病院（現在の三重診療所）・菅尾駅前経由としたこと、別線区間を廃止したこと（一部区間は臼杵市コミュニティバスが引継ぎ）で、それ以外の区間はほぼ同一経路（停留所名は一部変更、野津駅→野津市など）、運行本数も同程度維持されている。一部便は臼杵石仏、三重総合高校（平日1往復）を経由する。

### 臼杵 - 鍾乳洞・割後場線
- 臼杵（臼杵駅・辻） - 平清水 - 上臼杵駅前 - 石仏入口 - 竹場 - 乙見 - 王子 - 栄寿荘 - 清水原 - 鍾乳洞入口 - 割後場

平日1往復のみの運行。

### 臼杵 - 津久見線
- 市浜 - 平清水 - 臼杵（臼杵市役所・辻） - 海添 - 内畑 - 中村屋 - セメント町 - 津久見駅

国道217号経由で臼杵と津久見を結ぶ路線。

### 津久見 - 川内線
- 津久見駅 - セメント町 - 中村屋 - 川内
- 運動公園←津久見中央病院←津久見駅←セメント町←中村屋←川内
- 運動公園 - 津久見中央病院 - つくみん公園 - 津久見駅 - セメント町 - 中村屋 - 川内
- 運動公園→千怒→津久見中央病院→津久見駅→セメント町→中村屋→川内
- 運動公園→千怒→津久見中央病院→つくみん公園→津久見駅→セメント町→中村屋→川内

津久見駅と市西部の青江地区を結ぶ路線。中村屋停留所の先で国道217号から県道204号に入って青江川沿いに進み、青江ダム下手の終点川内に至る。

### 津久見 - 堅浦 - 楠屋線
- 津久見駅 - セメント町 - 徳浦 - 堅浦 - 久保浦団地 - 長目 - 楠屋
- 津久見駅 - つくみん公園 - セメント町 - 徳浦 - 堅浦 - 久保浦団地 - 長目 - 楠屋
- 津久見駅 - セメント町 - 徳浦 - 堅浦 - 久保浦団地
- 津久見駅→つくみん公園→セメント町→徳浦→堅浦→久保浦団地
- 運動公園 - 津久見中央病院 - 津久見駅 - セメント町 - 徳浦 - 堅浦 - 久保浦団地 - 長目 - 楠屋
- 運動公園→津久見中央病院→つくみん公園→津久見駅→セメント町→徳浦→堅浦→久保浦団地→長目→楠屋
- 運動公園 - 津久見中央病院 - 津久見駅 - セメント町 - 徳浦 - 堅浦 - 久保浦団地
- 運動公園←津久見中央病院←つくみん公園←津久見駅←セメント町←徳浦←堅浦←久保浦団地

津久見駅と長目半島南部地域を結ぶ路線。国道217号から県道217号・県道707号を進み、津久見湾沿いに県道終点の楠屋へ至る。一部便は津久見駅 - 久保浦団地間の運行（案内は堅浦行き）。

### 津久見 - 中の内 - 西の内線
- 津久見駅→高校前→長幸→尺間登山口→西の内→長幸→高校前→津久見駅
- 尺間登山口→西の内→長幸→高校前→津久見駅

津久見駅と駅南側の地区を結ぶ路線。運行は平日の2本のみ。中の内地区の尺間登山口停留所で折り返し、長幸停留所手前で左折して西の内で再び折り返し、津久見駅へ戻る。

### 津久見 - 市民病院 - 運動公園線
- 津久見駅 - 津久見中央病院 - 運動公園
- 津久見駅→つくみん公園→津久見中央病院→運動公園
- 津久見駅 - 津久見中央病院 - 千怒 - 運動公園

津久見駅と千怒地区を結ぶ路線。国道217号を経由する。一部は津久見中央病院から南の千怒停留所を経由するほか、一部は津久見駅から先で堅浦線・川内線と直通する。

### 津久見 - 大元 - 間元線
- 津久見駅 - 津久見中央病院 - 運動公園 - 日代駅前 - 網代 - 江の浦 - 赤崎 - 荒代 - 鳩浦 - 久保泊 - 落の浦 - 越智小学校 - 間元
- 津久見駅→つくみん公園→津久見中央病院→運動公園→日代駅前→網代→江の浦→赤崎→荒代→鳩浦→久保泊→落の浦→越智小学校→間元
- 津久見駅 - 津久見中央病院 - 運動公園 - 日代駅前 - 網代 -（荒代トンネル）- 荒代 - 鳩浦 - 久保泊 - 落の浦 - 越智小学校 - 間元
- 津久見駅←津久見中央病院←日代駅前←網代←（荒代トンネル）←荒代←鳩浦←久保泊←落の浦←越智小学校←間元
- 津久見駅 - つくみん公園 - 津久見中央病院 - 運動公園 - 日代駅前 - 網代 -（荒代トンネル）- 荒代 - 鳩浦 - 久保泊 - 落の浦 - 越智小学校 - 間元
- 津久見駅←つくみん公園←津久見中央病院←日代駅前←網代←（荒代トンネル）←荒代←鳩浦←久保泊←落の浦←越智小学校←間元
- 津久見駅 - 津久見中央病院 - 運動公園 - 日代駅前 - 網代 - 江の浦 - 赤崎
- 津久見駅←つくみん公園←津久見中央病院←運動公園←日代駅前←網代←江の浦←赤崎

津久見駅と市東部の四浦半島北部を結ぶ路線。国道217号を東進して網代停留所の先で県道611号に入り、四浦地区にある終点間元へ向かう。海沿いに江の浦・赤崎をまわる便が毎日2往復、荒代トンネルを使ってショートカットするバイパス経由便が平日・土曜1.5往復運行される。また津久見駅 - 赤崎間の区間便が、平日・土曜のみ1往復運行される。

## 廃止路線
- 臼杵（臼杵駅・辻） - 平清水 - 市浜 - 下北農協 - 大坪 - 六ヶ迫
  - 2007年3月31日廃止。一部経路を変更し、臼杵市コミュニティバス六ヶ迫線（臼杵市役所 - 六ヶ迫）へ引継ぎ（木曜運行）。
- 臼杵（臼杵駅・辻） - 平清水 - 市浜 - 江無田 - 白川病院 - 通峠 - 久木小野 - 上松
  - 2007年3月31日廃止。一部経路を変更し、臼杵市コミュニティバス上松線（臼杵市役所 - 上松）へ引継ぎ（水曜運行）。
- 臼杵（臼杵駅・辻） - 平清水 - 上臼杵駅前 - 臼杵石仏 - 竹場 - 乙見 - 上宮本
  - 2007年3月31日廃止。一部経路を変更・短縮し、臼杵市コミュニティバス東神野線（竹場 - 神野口 - 川原内、ジャンボタクシー）へ引継ぎ。
- 臼杵（臼杵駅・辻） - 平清水 - 上臼杵駅前 - 臼杵石仏 - 竹場 - 乙見 - 王子 - 野津市 - 清水原 - 白岩
  - 2007年3月31日廃止。一部経路を変更・短縮し、臼杵市コミュニティバス白岩線（野津市 - 白岩）および城崎線（野津市 - 乙見）へ引継ぎ（いずれも月曜運行）。
- 臼杵（臼杵駅・辻） - 平清水 - 市浜 - 江無田 - 白川病院 - 第一木保佐 - あすとぴあ - 上臼杵駅前 - 平清水 - 臼杵（辻・臼杵駅）
  - 2009年9月30日廃止。